# Josef Krautkrämer
Josef Krautkrämer (* 14. September 1913 in Köln; † 8. Oktober 2000 ebenda) war ein deutscher Physiker und Unternehmer.

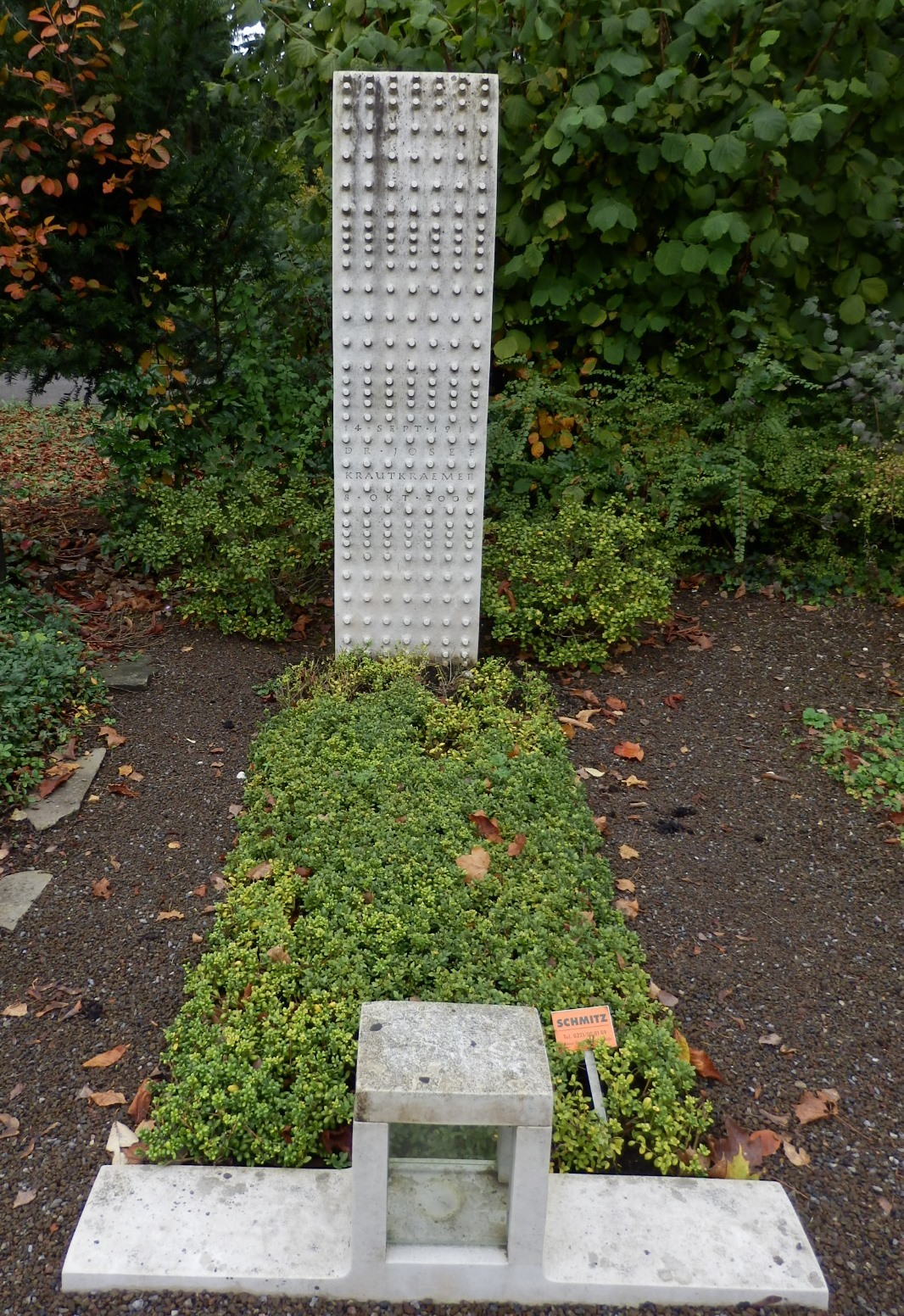
Grab von Josef Krautkrämer auf dem Kölner Westfriedhof

## Leben
Josef Krautkrämer studierte an der Universität zu Köln Physik und wurde bei Karl Försterling mit einer experimentellen Arbeit über Drift-Erscheinungen in der Ionosphäre (als erster in Deutschland) promoviert. Bis 1953 übte er Dozententätigkeit aus. Er entwickelte das erste einsatzfähige Ultraschallprüfgerät zur zerstörungsfreien Werkstoffprüfung mittels Ultraschall.
Josef Krautkrämer starb 2000 im Alter von 87 Jahren und wurde auf dem Kölner Westfriedhof (Flur D) beigesetzt.

## Das Unternehmen
1949 gründete er mit seinem Bruder Herbert Krautkrämer das gleichnamige Unternehmen zur Entwicklung und Vermarktung von Ultraschallprüfgeräten. 1949 wurde das erste einsatzfähige Impuls-Echo-Gerät zur Prüfung von Industriematerialien in Deutschland vorgestellt. 1951 wurden erste Auslandsvertretungen gegründet. Das Unternehmen hatte seinen Sitz zunächst in Köln-Klettenberg, ab 1967 in Hürth-Efferen. 1971 wurde es zunächst an Smith-Kline, dann an den amerikanischen Konzern Emerson Electric Company verkauft. 2000 übernahm die Agfa-Gevaert die Krautkrämer-Gruppe. Ab 2004 gehörte sie zum  General-Electric-Konzern und seit 2019 zu Baker Hughes. Innerhalb dieses Konzerns gehört die Firma zu Waygate Technologies.

## Schriften
- Wanderungserscheinungen rascher Feldstärke-Schwankungen von Ionosphären-Echos. In: Arch. Elektr. Übertragung. 4, 1950, S. 133–138.
- mit Herbert Krautkrämer, Otto Rüdiger: Ein Ueberschallgerät zur zerstörungsfreien Werkstoffprüfung. Stahleisen, 1949.
- Ultraschallprüfung im Dienste der Unfallverhütung. 1957.
- Fehlergrössenermittlung mit Ultraschall. In: Bericht des Werkstoffausschusses des Vereins Deutscher Eisenhüttenleute. Nr. 1211. Stahleisen, 1959.
- mit Herbert Krautkrämer: Werkstoffprüfung mit Ultraschall. 5. Auflage. Springer, Berlin 1986, ISBN 3-540-15754-9.
- mit Herbert Krautkrämer: Ultrasonic Testing of Materials. 4. Auflage. Springer, Berlin 1990, ISBN 978-3-540-51231-8.